# Ржендич (герб)
Ржендич (пол. Rzędzicz) – шляхетський герб, що відомий з єдиного зображення на печатці.

## Опис герба
Опис герба з використанням принципів блазонування, запропонованих Альфредом Знамієровським:
У полі дві стріли в косий хрест вістрям до гори.

## Найбільш ранні згадки
Печатка Станіслава Ржендича від 1578 року.

## Рід
Оскільки герб Ржендич був гербом власним, право на користування ним належить одному роду: Ржендичам (Rzędzic, Rzędzicz).